# Georgios Efrem
Georgios Efrem (Griego: Γεώργιος Εφραίμ; 5 de julio de 1989) es un exfutbolista chipriota que jugaba como centrocampista. Es un canterano de la Academia del Arsenal.

## Trayectoria

### Carrera temprana
Efrem nació en Limassol y empezó su carrera a los 15 años con el Arsenal en 2004; donde tuvo continuidad en sus reservas. Aun así, fue incapaz de ascender al primer equipo, y fue traspasado al Rangers en mayo de 2007. Pronto obtuvo continuidad en el equipo de reserva y estuvo prestado fuera al Scottish Championship Dundee para obtener alguna experiencia con equipos de primera el 1 de febrero de 2009. Efrem anotó en su debut contra Livingston una semana más tarde. Efrem dejó el Rangers el 1 de junio de 2009 y firmó con el Omonia.

### Chipre
Efrem tuvo un inicio excelente con su nuevo club durante la temporada 2009–10, logrando que el Omonia consiga su 20º Campeonato. En ese mismo año, la Asociación de Fútbol del Chipre otorgada a Efrem el Premio de Mejor Jugador Joven de la temporada 2009–10. Durante su período de cinco años con Omonia, logró ganar un campeonato, dos Copas y dos Supercopas. También estuvo en 134 partidos de liga y anotó 25 goles.
El 6 de junio de 2014 firmó un contrato de tres años con el APOEL. Hizo su debut contra HJK Helsinki en el Sonera Estadio el 30 de julio de 2014, en un 2–2 durante el primer sorteo de llaves para la tercera fase que clasifica a la Liga de Campeones de la UEFA 2014-15. Marcó su primer gol oficial con el APOEL el 30 de noviembre de 2014, que fue el único en el la victoria 1–0 contra su equipo anterior Omonia para la Primera División de Chipre. Efrem También aparecido en cinco partidos con el APOEL en la campaña para la Liga de Campeones de la UEFA 2014-15. El 20 de mayo de 2015, Efrem anotó dos goles en el 4–2 en la victoria sobre AEL Limassol para ganar la Copa de Chipre. Cuatro días más tarde, Efrem celebradó el doblete, cuando su equipo batió 4–2 al Ermis Aradippou y aseguró su tercer campeonato consecutivo.

## Selección nacional
Representó a Chipre en todas las categorías inferiores y fue capitán de la selección sub-21 de Chipre. En marzo de 2009 fue llamado a la selección nacional de Chipre y en septiembre de 2009 realizó sus primeras apariciones.
El 16 de noviembre de 2014 marcó una tripleta contra Andorra en un 5–0 válido para la clasificación para la Eurocopa 2016 ganando y haciendo historia como el primer jugador chipriota en marcar tres goles en un solo partido internacional.

## Palmarés

### Club
Omonia
- Primera División de Chipre: 2009-10
- Copa de Chipre: 2010-11, 2011-12
- Supercopa de Chipre: 2010, 2012

APOEL
- Primera División de Chipre: 2014-15
- Copa de Chipre: 2014-15

### Individual
- Jugador joven de la Temporada (Chipre): 2009-10